# Titularbistum Vissalsa
Vissalsa ist ein Titularbistum der römisch-katholischen Kirche.
Es geht zurück auf einen untergegangenen Bischofssitz in der gleichnamigen antiken Stadt, die in der römischen Provinz Mauretania Caesariensis (heute nördliches Algerien) lag.
| Titularbischöfe von Vissalsa |                        |                                                          |                   |                  |
| Nr.                          | Name                   | Amt                                                      | von               | bis              |
| 1                            | Frank Henry Greteman   | Weihbischof in Sioux City (USA)                          | 14. April 1965    | 15. Oktober 1970 |
| 2                            | Antonino Catarella     | emeritierter Bischof von Piazza Armerina (Italien)       | 29. Oktober 1970  | 8. Januar 1971   |
| 3                            | Angelo Cella MSC       | Weihbischof in Palermo (Italien)                         | 26. Juli 1975     | 6. Juni 1981     |
| 4                            | Adrian Thomas Smith SM | Weihbischof in Honiara (Salomonen)                       | 19. Februar 1983  | 3. Dezember 1984 |
| 5                            | Alojzy Orszulik SAC    | Weihbischof in Siedlce (Polen)                           | 8. September 1989 | 25. März 1992    |
| 6                            | Bernard Bober          | Weihbischof in Košice (Slowakei)                         | 28. Dezember 1992 | 4. Juni 2010     |
| 7                            | Neal Buckon            | Weihbischof im US-amerikanischen Militärordinariat (USA) | 3. Januar 2011    |                  |